# Анализ на алгоритми
Анализът на алгоритми е процес, използван в компютърните науки, за определяне на изчислителната сложност на алгоритми – необходимото време и други ресурси за тяхното изпълнение. Обикновено той включва определянето на функция, която свързва размера на входните данни на даден алгоритъм с броя необходими за него стъпки (неговата времева сложност) или броя на нужните места за съхранение на данни (неговата пространствена сложност). Даден алгоритъм се смята за ефективен, когато стойностите на такава функция са малки или нарастват бавно при увеличаване на входните данни. Анализът на алгоритми е важна аст от по-общата теория на изчислителната сложност.